# ニュース一番星
『ニュース一番星』（ニュースいちばんぼし）とは、東北地方のFNN系列で放送されたニュース番組シリーズ。
本項では、仙台放送（OX）をキーステーションに主に東北地方で1992年4月3日から1994年9月30日放送されていた金曜夕方のブロックネットニュース番組『FNNとうほく 金曜ニュース一番星』『FNNとうほく ニュース一番星』、山形テレビ（YTS）がフジテレビ系列時代末期の1992年4月1日から1993年3月31日まで放送していた月曜 - 木曜夕方のミニニュース番組について取り上げる。

## FNNとうほく 金曜ニュース一番星
放送時間は一貫して金曜日 17:30 - 18:00（JST）。
ネット局は、FNN系列局が存在しない青森県を除く5局だったが、1993年4月1日に山形テレビ（YTS）が、FNNからANN（テレビ朝日系列）へネットチェンジした影響で、以後放送終了まで4局となった。
1993年4月2日からは、「金曜」を外して『FNNとうほく ニュース一番星』のタイトルで放送された。
OPのテーマ曲には、番組開始から1993年3月までは安藤まさひろの『EYES OF THE DRAGON』（アルバム『MELODY BOOK』収録）、1993年4月から番組終了までは、スピッツの『リコシェ号』（アルバム『惑星のかけら』11曲目収録）が使用された。
EDのテーマ曲は、1993年3月までは井上昌己の『僕がいるから大丈夫』（アルバム『彼女が泣いた夜』2曲目収録）、1993年4月からはインスト曲（曲名不明）が使われていた。

### 出演者
いずれも、当時系列各局に所属していたアナウンサー。

#### メインキャスター
- 下田恒幸（1992.4.3 - 1993.3.26）
- 三浦晴道（1993.4.2 - 1994.9.30）
- 曽宮一恵

#### 中継キャスター
岩手めんこいテレビ（mit）
- 大坪敦子
- 伊藤里沙
- 佐藤裕子

仙台放送（OX）
- 不明

秋田テレビ（AKT）
- 佐々木恵子

山形テレビ（YTS）　-　～1993年3月
- 山川裕子

福島テレビ(FTV)
- 住友真世（～1993年3月）
- 北上明子（1993年4月～）

### ネット局
いずれも放送終了時の系列。
| ネット局 | 放送局                   | 系列     | 備考                |
| -------- | ------------------------ | -------- | ------------------- |
| 宮城県   | 仙台放送（OX）           | FNN・FNS | 制作・幹事局        |
| 岩手県   | 岩手めんこいテレビ（mit) | FNN・FNS |                     |
| 秋田県   | 秋田テレビ（AKT）        | FNN・FNS |                     |
| 山形県   | 山形テレビ（YTS）        | FNN・FNS | 1993年3月26日まで。 |
| 福島県   | 福島テレビ（FTV）        | FNN・FNS |                     |

本来FNN・FNS系列局が存在しない青森県ではフジテレビ青森支局、YTSのネットチェンジにより山形県のFNN取材局が不在になってからはフジテレビ山形支局、隣接する北海道では北海道文化放送（uhb）、隣接する新潟県では新潟総合テレビ（NST）が取材・制作協力にあたった。

## ◯曜一番星（◯は曜日名）（山形テレビ）
主に『YTSニュース スーパータイム』の当日放送の内容を伝えるミニ番組であった。放送時間は月曜日 - 木曜日 17:55 - 18:00。
1993年4月のネットチェンジに伴い、番組終了。タイトルは『YTS○曜ステーション』（○は曜日名）に変更されて、1995年3月まで放送された。

### 出演者
以下、いずれも当時山形テレビアナウンサー。
- 成田比巳子（月曜日）
- 藤生直子（火曜日 - 木曜日）

以下、いずれもスーパータイムキャスター。
- 山田基行
- 鈴木千尋